# Fouches
Fouches (prononcé /fuʃ/, en luxembourgeois Affen, en allemand Offen) est un village de la ville belge d'Arlon située en Région wallonne dans la province de Luxembourg.

## Géographie
Situé à l'ouest du centre-ville d'Arlon, le village est bordé au sud-est par la route nationale 83 Arlon-Bouillon et au nord par l’A4/E411 Arlon-Bruxelles.
Il se trouve sur le tracé de la chaussée romaine Reims-Trèves.

## Histoire
Avant la fusion des communes de 1977, Fouches faisait partie de la commune de Hachy. Elle fait depuis partie de la section de Heinsch au sein de la ville d'Arlon.
Une gare, désormais fermée et démolie, ouvre à Fouches à la fin du XIXe siècle. Elle reçut un bâtiment en pierre dans les années 1880.

## Démographie
Fouches compte 1130 habitants au 31 décembre 2012 .

## Patrimoine
- L’église Saint-Hubert
- Deux calvaires sont classés :
  - l'un situé à la rue de Hachy ;
  - l'autre, situé à côté du tracé de la chaussée romaine entre deux (trois avant l'orage du 27 juillet 2013) chênes de 1930, est le dernier vestige de l'ancien cimetière.

## Personnalité
- Julien Ries (1920-2013), prêtre catholique et cardinal, qui fut professeur d'anthropologie et d'histoire des religions à l'Université de Louvain, est né à Fouches.

## Services
Fouches possède une école communale, l'église Saint-Hubert, un comité des fêtes et une équipe de football (le Royal Excelsior de Fouches).